# Referendum v Abcházii (1991)
Dne 17. března 1991 zorganizovala Abchazská autonomní sovětská socialistická republika, jež fungovala v rámci Gruzínské SSR, referendum v Abcházii, kde se dotazovala obyvatel na jejich názor na další osud rozpadajícího se Sovětského svazu, zdali se má zreformovat v méně centralizovaný Svaz nezávislých států. Toto referendum, jež bylo součástí všesvazového referenda o zachování Sovětského svazu, bylo většinou bojkotováno Gruzíny, žijících v Abcházii, neboť se žádné podobné nekonalo v žádné jiné části Gruzínské SSR, kromě toho o měsíc později bylo v plánu uspořádat referendum o úplné nezávislosti Gruzie.

## Výsledky referenda
Referenda se zúčastnilo nakonec 166 544 voličů, z nichž 98,61 % hlasovalo pro reorganizaci Sovětského svazu do nového útvaru. Volební účast tedy dosáhla 52,32 % z celkem 318 317 možných voličů, což představuje prakticky veškeré negruzínské obyvatelstvo Abcházie.
| Odpověď                                                                       | Hlasy   | %      |
| ----------------------------------------------------------------------------- | ------- | ------ |
| Ano                                                                           | 164 231 | 98,61  |
| Ne                                                                            | 1 566   | 0,94   |
| Neplatné hlasy                                                                | 747     | 0.45   |
| Celkový počet odevzdaných hlasů                                               | 166 544 | 100,00 |
| Počet hlasujících                                                             | 166 544 | 52,32  |
| Počet lidí, kteří si vzali hlasovací lístek, ale volby se nakonec neúčastnili | 332     | 0,10   |
| Počet lidí, kteří se zdrželi hlasování                                        | 151 441 | 47,58  |
| Celkový počet oprávněných voličů                                              | 318 317 | 100,00 |

## Důsledky referenda
Výsledky referenda naznačily, že má reforma Sovětského svazu u minimálně poloviny obyvatel i přes bojkot Gruzínů zelenou, ale její naplnění bylo zmařeno pokusem o převrat v SSSR v srpnu 1991, jenž nakonec vedl k rozpadu SSSR. Ve zbylé části Gruzie se však v referendu o nezávislosti vyslovili pro odtržení od Sovětského svazu, což abchazské vedení vnímalo dle sovětského zákona z 3. dubna 1990 o tomto referendu tak, že se Gruzie stala nezávislou republiku odtrženou od zbytku Sovětského svazu, ovšem to se netýkalo Abcházie, která dostala dle zákona jakožto autonomní sovětská socialistická republika právo sama rozhodnout o své budoucnosti, neboť se gruzínské referendum konalo rovněž dle sovětského zákona v době, kdy ještě byla součástí Sovětského svazu. Kromě toho Gruzie už v červnu 1990 zrušila sovětské zákony. Gruzínská strana však považovala tuto část zákona za nelegální, neboť v rozporu se stávajícími zákony zasahovala do vnitřních záležitostí Gruzie a nerespektovala hranice, nebo také argumentem, že gruzínská nezávislost nebyla vyhlášena na základě tohoto zákona, tudíž je postoj abchazské vlády v tomto ohledu irelevantní a musí být loajální vůči centrální gruzínské vládě.
To zapříčinilo vyhrocení již tak napjaté situace v Abcházii, která se ale po vyhlášení nezávislosti Gruzie relativně uklidnila poté, co bylo dosaženo dohody mezi politickou reprezentací Abcházie a novým gruzínským prezidentem Zviadem Gamsachurdijou. Avšak po konci jeho vlády v lednu 1992, kdy se pučem dostaly v Gruzii k moci extremisté a ultranacionalisté, kteří si do svého čela zvolili Eduarda Ševardnadzeho, jenž sice gruzínský nacionalismus nesdílel, ale neudělal prakticky nic, aby zamezil nejhoršímu. Vládnoucí přechodná vojenská rada následující měsíc zrušila ústavu Gruzínské SSR a nahradila ji Gruzínskou ústavou z roku 1921, což Abchazové považovali ze strany Tbilisi za zrušení jejich statutu autonomní republiky, a reagovali 23. června 1992 vyhlášením úplné nezávislosti na Gruzii. Situace v Abcházii i celé Gruzii dosáhla bodu varu a tento spor brzy přerostl ve válku.